# 古城岗古墓群
古城岗古墓群，位于中国广西壮族自治区灌阳县新街公社江西岸，为一个省级文物保护单位，类型为古墓群，为第二批广西壮族自治区文物保护单位，公布时间为1981年8月25日。
古城岗古墓群的历史年代为战国～晋。